# Roodstip
Roodstip (Blaniulus guttulatus) is een miljoenpoot uit de familie Blaniulidae. 

## Kenmerken
Hij heeft een witgeel gepantserd lijfje met donkere rode stippen op de zijkanten. Zijn kop is voorzien van knotsvormige antennes. Het lijf bestaat uit maximaal 50 segmenten, waarvan elk segment, behalve de eerste 3 segmenten, heeft 2 paar pootjes. Hij loopt in een soort golfbeweging.

## Voorkomen
In Nederland komt hij algemeen voor.